# Ukinrek Maars
Els Ukinrek Maars són dos respiradors freatomagmàtics que es van formar al costat nord de la serralada Aleutiana, en una zona propera al mar de Bering. Els maars es troben 1,5 km al sud del llac Becharof i 12 km al nord-oest del volcà Peulik. Tots dos maars estan plens d'aigua. El maar occidental té forma el·líptica, amb un diàmetre de 170 metres i 35 metres de profunditat. El maar oriental es troba 600 metres a l'est de l'anterior i és circular, amb 300 metres de diàmetre i 70 metres de profunditat. El maar oriental té un dom de lava de 49 metres d'alçada dins del llac de cràter.
L'erupció va tenir lloc durant els mesos de març i abril de 1977 i va durar deu dies. El material magmàtic era basalt d'olivina procedent d'una font procedent del mantell. L'onada piroclàstica de les erupcions es va dirigir cap al nord-oest.